# Élections législatives de 1958 dans la Haute-Vienne
Les élections législatives françaises de 1958 se déroulent les 23 et 30 novembre 1958. Dans le département de la  Haute-Vienne, trois députés sont à élire dans le cadre de trois circonscriptions.

## Élus
| Circonscription | Député élu       | Parti | Parti |
| --------------- | ---------------- | ----- | ----- |
| 1re             | René Regaudie    |       | SFIO  |
| 2e              | Jacques Boutard  |       | SFIO  |
| 3e              | Louis Longequeue |       | SFIO  |

## Système électoral
Pour la première fois depuis 1936, les élections législatives ont lieu au scrutin uninominal majoritaire à deux tours dans des circonscriptions uninominales.
Est élu au premier tour le candidat qui réunit la majorité absolue des suffrages exprimés et un nombre de voix au moins égal au quart (25 %) des électeurs inscrits dans la circonscription. Si aucun des candidats ne satisfait ces conditions, un second tour est organisé entre les candidats ayant réuni un nombre de voix au moins égal à 5 % des suffrages exprimés. Au second tour, le candidat arrivé en tête est déclaré élu.
Le seuil de qualification, basé sur un pourcentage relativement faible des suffrages exprimés, tend à faciliter l'accès au second tour de plus de deux candidats. Les candidats en lice au second tour peuvent ainsi fréquemment être trois, un cas de figure appelé « triangulaire ». Lorsque quatre candidats s'affrontent au second tour, on parle de « quadrangulaire ».

## Résultats

### Résultats à l'échelle du département
| Parti          | Parti                                          | Premier tour | Premier tour | Second tour | Second tour | Sièges |
| Parti          | Parti                                          | Voix         | %            | Voix        | %           | Sièges |
| -------------- | ---------------------------------------------- | ------------ | ------------ | ----------- | ----------- | ------ |
|                | Centre national des indépendants et paysans    | 10 404       | 6,46         | Retrait     | Retrait     | 0      |
|                | Droite parlementaire                           | 10 404       | 6,46         |             |             | 0      |
|                |                                                |              |              |             |             |        |
|                | Section française de l'Internationale ouvrière | 80 265       | 49,85        | 62 615      | 62,80       | 3      |
|                | Parti communiste français                      | 54 101       | 33,60        | 37 092      | 37,20       | 0      |
|                | Mouvement républicain populaire                | 12 138       | 7,54         | Retrait     | Retrait     | 0      |
|                | Union et fraternité française                  | 4 102        | 2,55         |             |             | 0      |
|                |                                                |              |              |             |             |        |
| Inscrits       | Inscrits                                       | 228 029      | 100,00       | 148 510     | 100,00      | 3      |
| Abstentions    | Abstentions                                    | 60 206       | 26,4         | 44 977      | 30,29       |        |
| Votants        | Votants                                        | 167 823      | 73,6         | 103 533     | 69,71       |        |
| Blancs et nuls | Blancs et nuls                                 | 6 813        | 4,06         | 3 826       | 3,7         |        |
| Exprimés       | Exprimés                                       | 161 010      | 95,94        | 99 707      | 96,3        |        |

### Résultats par circonscription

#### Première circonscription (Limoges - Saint-Léonard-de-Noblat)
|                | René Regaudie élu | SFIO           | 36 707 | 66,03  |  |  |  |
|                | Alphonse Denis    | PCF            | 18 888 | 33,97  |  |  |  |
|                |                   |                |        |        |  |  |  |
| Inscrits       | Inscrits          | Inscrits       | 79 488 | 100,00 |  |  |  |
| Abstentions    | Abstentions       | Abstentions    | 20 060 | 25,24  |  |  |  |
| Votants        | Votants           | Votants        | 59 428 | 74,76  |  |  |  |
| Blancs et nuls | Blancs et nuls    | Blancs et nuls | 3 833  | 6,45   |  |  |  |
| Exprimés       | Exprimés          | Exprimés       | 55 595 | 93,55  |  |  |  |

#### Deuxième circonscription (Saint-Junien)
| Candidat       | Candidat                     | Parti          | Premier tour | Premier tour | Second tour | Second tour |  |
| Candidat       | Candidat                     | Parti          | Voix         | %            | Voix        | %           |  |
| -------------- | ---------------------------- | -------------- | ------------ | ------------ | ----------- | ----------- |  |
|                | Jacques Boutard élu          | SFIO           | 19 795       | 39,52        | 29 212      | 60,41       |  |
|                | Marcel Rigout                | PCF            | 17 809       | 35,56        | 19 146      | 39,59       |  |
|                | Alfred Dutheillet de Lamothe | CNIP           | 10 404       | 20,77        | Retrait     | Retrait     |  |
|                | Roger Labrot                 | UFF            | 2 075        | 4,14         |             |             |  |
|                |                              |                |              |              |             |             |  |
| Inscrits       | Inscrits                     | Inscrits       | 68 742       | 100,00       | 68 736      | 100,00      |  |
| Abstentions    | Abstentions                  | Abstentions    | 17 268       | 25,12        | 18 552      | 26,99       |  |
| Votants        | Votants                      | Votants        | 51 474       | 74,88        | 50 184      | 73,01       |  |
| Blancs et nuls | Blancs et nuls               | Blancs et nuls | 1 391        | 2,7          | 1 826       | 3,64        |  |
| Exprimés       | Exprimés                     | Exprimés       | 50 083       | 97,3         | 48 358      | 96,36       |  |

#### Troisième circonscription (Limoges - Bellac)
| Candidat       | Candidat             | Parti          | Premier tour | Premier tour | Second tour | Second tour |  |
| Candidat       | Candidat             | Parti          | Voix         | %            | Voix        | %           |  |
| -------------- | -------------------- | -------------- | ------------ | ------------ | ----------- | ----------- |  |
|                | Louis Longequeue élu | SFIO           | 23 763       | 42,95        | 33 403      | 65,05       |  |
|                | Jean Tricart         | PCF            | 17 404       | 31,45        | 17 946      | 34,95       |  |
|                | Albert Besse         | MRP            | 12 138       | 21,94        | Retrait     | Retrait     |  |
|                | René Gauthier        | UFF            | 2 027        | 3,66         |             |             |  |
|                |                      |                |              |              |             |             |  |
| Inscrits       | Inscrits             | Inscrits       | 79 799       | 100,00       | 79 774      | 100,00      |  |
| Abstentions    | Abstentions          | Abstentions    | 22 878       | 28,67        | 26 425      | 33,12       |  |
| Votants        | Votants              | Votants        | 56 921       | 71,33        | 53 349      | 66,88       |  |
| Blancs et nuls | Blancs et nuls       | Blancs et nuls | 1 589        | 2,79         | 2 000       | 3,75        |  |
| Exprimés       | Exprimés             | Exprimés       | 55 332       | 97,21        | 51 349      | 96,25       |  |